# Tippelskirch (Adelsgeschlecht)

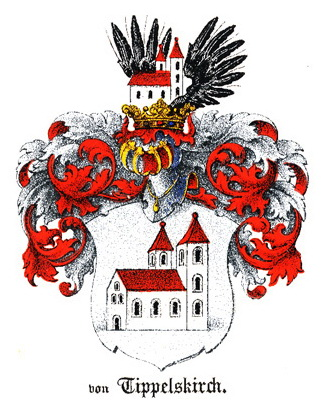
Wappen derer von Tippelskirch

Tippelskirch ist der Name eines alten ursprünglich bayerischen Adelsgeschlechts. Die Familie, deren Zweige zum Teil bis heute bestehen, gehört zum oberbayerischen Uradel. Sie gelangte später vor allem in Preußen und Kurland zu Besitz und Ansehen.

## Geschichte

### Herkunft
Die von Tippelskirch sind vermutlich stammesverwandt mit dem Geschlecht der Alten-Waldecker. Einer alten Überlieferung nach soll sich ein Waldecker namens Diepert in der Gegend des heutigen Lippertskirchen niedergelassen und dort eine eigene Kirche errichtet haben. Nach dieser ersten Kirche nannte sich der Ort und nach ihm das Geschlecht.
Erstmals urkundlich erwähnt wird die Familie mit der Edelfrau Tita de Dietprestikirchia um das Jahr 1070. Sie schenkte, durch die Hand des Ritters Gebolf von Karanderis, dem Kloster Tegernsee zwei ihr gehörige Dienstleute, Gunthar und Hiltiburg, zur jährlichen Zahlung von fünf Denaren an das Kloster.
Das namensgebende Stammhaus der Familie war die Ortschaft Diepertskirchen, heute Lippertskirchen, Ortsteil der Gemeinde Bad Feilnbach im oberbayerischen Landkreis Rosenheim. Die Schreibweise des Orts- und Familiennamens variiert mit der Entwicklung der bayerischen Sprache und durch Lautverschiebung von Diatperhtischirchen, Dietprestikirchia, Dietprechtskirchen, Diepertskirchen und Lieberskirchen bis zur heutigen Namensform Lippertskirchen. In Ostpreußen und Kurland erscheint die Familie im 15. Jahrhundert mit der Schreibweise Dippoldskirchen, Dippelskirch bzw. Tipoelskirch.

### Ausbreitung und Persönlichkeiten

#### Die Familie in Bayern
Eymo (Egino) von Dieprechtskirchen und dessen Sohn unterzeichneten 1102 als Ministeriale des Klosters Tegernsee die Stiftungsurkunde des Klosters Dietramszell. 1114 war selbiger Egino mit seinen Söhnen Adelprecht und Einwich Zeuge bei einem Gütertausch zwischen dem Bischof Heinrich von Freising und dem Abt Dedalschalk von Tegernsee. Gerold, ein weiterer Sohn von Egino, erhielt nach dem Tod des Vaters wahrscheinlich Diepertskirchen. Er wurde an einem 13. Juli eines nicht näher genannten Jahres (zwischen 1124 und 1136) vor dem Eintritt in das Domkloster Freising schuldlos ermordet. Seine Brüder gaben später für die Seelenruhe des Bruders, dessen Besitzungen zu Diepertskirchen, bestehend aus fünf Huben, dem Domstift mit der Bestimmung, dass immer ein Domstiftsmitglied aus ihrer Verwandtschaft den Erlös der Schenkung erhielt. Dieser sollte mit einem geziehmten Mahl für die Mitkanoniker verbunden sein, das am Jahrestag von Gerolds Ermordung gegeben wurde.
Ende des 12. und Anfang des 13. Jahrhunderts (1203) erscheinen Ainwicus (Einwich) und sein Vetter Waltmann sowie Otto von Pang im Kloster Benediktbeuern und im Jahre 1254 Otto de Dietprechtskirchen mit dem Ritter Konrad von Bajerbrunn und Berthold von Vagen im Kloster Beyharting. Friedrich von Diepertskirchen war im Jahre 1374 Landstand. Hanns der Diepertskirchner war 1430 Pfleger zu Auerburg. Erasmus Diepertskircher wurde Stadtvogt zu Augsburg und kam später als Pfleger und Landrichter nach Aibling. 1469 ging Erasmus an das Hofgericht nach München. Sein gleichnamiger Sohn Erasmus war Pfleger zu Möring. Die Brüder und Herzöge von Bayern Albrecht, Sigmund, Christoph und Wolfgang verschrieben ihm die Pflege und das Schloss zu Möring ein Leben lang.
Eglof Diepertskircher zu Diepertskirchen war einer von vier Männern, die im Jahre 1459 für das Kloster Bernried für 780 gute Rheinische Gulden in Gold von Hannsen Eglinger zu Schwerzenberg die Hofmark Aying kauften. Der gleiche Eglof erhielt statt seines Bruders Georg, der Kämmerer bei Herzog Friedrich von Österreich war, die Schwaig Mittergschwent von den Grafen von Waldeck zu Lehn. Erasmus und Eglof erscheinen 1475 in der Landtafel von Herzog Albrecht. Hanns Dieperskircher war 1487 Küchenmeister von Herzog Sigmund in Innsbruck und Wilhelm Dieperskircher war von 1441 bis 1483 Abt des Klosters Benediktbeuern. Eglof der Dieperskircher zu Dieperskirchen, Richter zu Miesbach, war vermutlich der letzte Besitzer von Diepertskirchen. Er gab noch 1490 Leibgedinge auf sein Gut in der Au den Hannsen, Oswald und Elsbeth Uz aus der Au. Einige Jahre später wurde Veit Thalheimer, Hofmarkrichter zu Höhenrain, Besitzer von Diepertskirchen, ob durch Kauf oder Erbschaft ist nicht überliefert. Ein Georg Diepertskircher starb 1516 als Kanonikus von Brixen. In Bayern starb das Geschlecht Mitte des 17. Jahrhunderts aus, als letzter Vertreter der Familie erschien 1625 Wolfgang von Diepertskirchen, Landrichter von Aibling. Erst 1934 ließen sich wieder Tippelskircher dauerhaft in Bayern nieder.

#### Die Tippelskirch in Preußen
Die Stammreihe der Tippelskirch in Preußen beginnt mit Egloff von Dippoltskirchen, der von 1497 bis 1540 in Urkunden genannt wird. Nach Kneschke erschienen schon vorher einzelne Mitglieder der Familie als Ritter des Deutschen Ordens in Ostpreußen. Der Stammvater der preußischen Linie Egloff von Dippoltskirchen (auch Igloff Tippelskirch) erhielt vom Hochmeister des Deutschen Ordens und späteren Herzog Albrecht von Preußen am Montag nach Reminiscere des Jahres 1522 eine Handfeste über den Hof Sepoten (Seepothen) und das Dorf Jeseiken (Jäskeim) sowie das Dorf Trimmau im Tapiauer Gebiet.
Ernst Tippelskirch auf Sernaten wurde am 20. Juli 1634 bei der Ersten Klasse der Kurländischen Ritterschaft immatrikuliert. Andreas Botho von Tippelskirch, er war im Labiauischen begütert, erscheint 1635. Bereits 1614 war das Gut Feldhoff in Kurland im Besitz der Familie, das ihr noch 1717 zustand. Während des 18. Jahrhunderts war die Familie unter anderem zu Prasnicken, Görken und Wilgoiten besitzlich. 1754 verkaufte Juliane Helene von Schaafstedt, die Witwe des Majors im preußischen Regiment von Holstein Georg Ernst von Tippelskirch, das Gut Wilgoiten an den Major Johann Albrecht von Cordes. Das Gut Wilkenitt bei Heiligenbeil gehörte noch 1820 zum Familienbesitz derer von Tippelskirch.
Zahlreiche Angehörige der Familie dienten als Offiziere in der Preußischen Armee. 1755 war ein Hauptmann von Tippelskirch Herr des Gutes Görken im Kirchspiel Schaaken. Friedrich Bogislaw von Tippelskirch, Herr auf Wilkenitt, wurde preußischer Inspektionsadjutant des Generals von Schwerin. Er und Franz August Ludwig von Tippelskirch erhielten als junge Offiziere 1794 den Pour le Mérite. Carl von Tippelskirch († 1827) nahm 1820 seinen Abschied als Major und Kommandant des Marienwerder Landwehr-Bataillons. Ernst Ludwig von Tippelskirch (1774–1840) kämpfte in fast allen Schlachten während der Befreiungskriege. 1825 wurde er Generalleutnant und 1827 Stadtkommandant von Berlin. Er starb 1840 hochdekoriert als Ritter des Eisernen Kreuzes, des Roten Adlerordens I. Klasse mit Eichenlaub und des Ordens Pour le Mérite mit Eichenlaub.
Friedrich von Tippelskirch (1802–1866) war seit 1823 preußischer Gesandter im Vatikan und ab 1829 Gesandtschaftsprediger in Rom. 1829 heiratete er seine Cousine Bertha Gräfin von Kanitz und ging 1852 als Prediger an der Charitékirche nach Berlin. Ein bedeutender Vertreter der Familie aus neuerer Zeit war Kurt von Tippelskirch (1891–1957), zuletzt General der Infanterie im Zweiten Weltkrieg. Bekannt wurde er durch sein Werk Geschichte des Zweiten Weltkrieges, eine erste deutsche Gesamtdarstellung des Krieges, die 1951 in erster Auflage erschien.
Ein Familienverband wurde am 1. Dezember 1900 gegründet. Ende des 19. Jahrhunderts gab es bereits die seltene Form eines Verbundes der Fabeck-Kalkstein--Pan(n)witz-Tippelskirch`schen Stiftung.

## Wappen

### Familienwappen
Das Wappen zeigt in Silber eine zweitürmige weiße Kirche mit roten Dächern. Auf dem Helm mit rot-silbernen Helmdecken die Kirche zwischen einem geschlossenen schwarzen Flug.

### Ortswappen
Elemente aus dem Familienwappen derer von Tippelskirch erscheinen noch heute im Wappen der Oberbayerischen Gemeinde Bad Feilnbach.

Wappen der Gemeinde Bad Feilnbach

## Bekannte Familienmitglieder
- Wilhelm Dieperskircher (-1483), Abt des Klosters Benediktbeuern (1441–1483)[10]
- Rudolph von Tippelskirch († 1517),[11] Comthur zu Rhein[12] und Oberster Trappier unter dem Hochmeister Albrecht von Preußen[13]
- Egloff von Tippelskirch (1470~1540), Truchsess des Hochmeisters Hans von Tiefen, Hauptmann des Königsbergischen Bezirks[14]
- Johann Ernst von Tippelskirch (1658–1717), Oberst der herzoglich kurländischen Garde
- Ernst Ludwig von Tippelskirch (1774–1840), preußischer Generalleutnant und Stadtkommandant von Berlin
- Adolf Georg von Tippelskirch (1800–1858), preußischer Oberst a. D.[15]
- Friedrich von Tippelskirch (1802–1866), preußischer lutherischer Theologe
- August Wilhelm Ferdinand von Tippelskirch (1808–1882),[16] Autor,[17] Ober-Staatsanwalt,[18] zuletzt preußischer Oberlandesgerichtsrat[19]
- Louise von Strantz, geborene von Tippelskirch (1823–1909), Sängerin, Pianistin und Komponistin
- Oskar von Tippelskirch (1834–1908), preußischer Generalleutnant
- Hans von Tippelskirch (1863–1945), preußischer Generalmajor
- Leopold von Tippelskirch, Bergingenieur, Entdecker der Massai-Giraffe (Giraffa tippelskirchi) und Mitverantwortlicher der Irangi-Expedition[20]
- Elisabeth von Tippelskirch (1877–1959), erste deutsche Ingenieurin
- Kurt von Tippelskirch (1880–1946), deutscher Diplomat
- Kurt von Tippelskirch (1891–1957), deutscher General der Infanterie und Militärschriftsteller
- Ulrich von Tippelskirch (1883–1967), deutscher Generalleutnant
- Werner von Tippelskirch (1891–1980), deutscher Diplomat
- Wolf-Dieter von Tippelskirch (1920–1991), deutscher Schriftsteller
- Xenia von Tippelskirch (* 1971), deutsche Historikerin und Universitätsprofessorin